# Stora Lommagölen
Stora Lommagölen är en sjö i Falkenbergs kommun i Halland och ingår i Ätrans huvudavrinningsområde.